# Omer Parent
 (novembre 2015).
Omer Parent (7 avril 1907 – 27 décembre 2000) est un peintre, cinéaste, photographe et illustrateur québécois.
Il est surtout connu comme étant directeur fondateur de l’École des Arts visuels à l’Université Laval.

## Biographie
Omer Parent a étudié à l'École des Beaux-Arts de Québec de 1922 à 1925. Par la suite, il participe au Grand Prix du « Federal School of Commercial Designing » à Minneapolis (1925), qui fut d’ailleurs sa seule participation à un concours de type artistique. Il remporte le premier prix sur pas moins de trois cents personnes. En 1926 et 1927, pendant ses études, il est boursier du gouvernement de la Province de Québec. En 1926, le gouvernement de la province de Québec lui remet une bourse comportant trois années d'étude à Paris, comme pour Alfred Pellan qui deviendra un de ses grands amis.
Par la suite, en 1927, il part étudier à l'École des Arts décoratifs de Paris. Toujours à Paris, il s'engage dans le secteur de l’illustration à l'atelier René Vincent, célèbre illustrateur qui a adapté ses méthodes de travail aux découvertes les plus récentes de la science. Il est également passé par les domaines de l’architecture et du dessin de publicité pendant son séjour à Paris, et y découvre le Bauhaus, l'Art moderne et Le Corbusier.

### Vie  professionnelle
En 1928, il s'établit à Montréal où il œuvre à l'Atelier Bonin pour un an seulement. Il devient ensuite chef décorateur pour les magasins Henry Morgan. Tout en travaillant pour Henry Morgan, où son travail consistait à dessiner des vitrines, des étalages et des motifs de publicités, Parent garde des activités dans le design et le graphisme.
En 1936, il est engagé par Jean-Baptiste Soucy pour enseigner le dessin à l'École des beaux-arts de Québec. Il y enseigne également la peinture, la photographie et l'histoire de l'art les années suivantes. Il devient finalement directeur de l’École en 1949. Deux ans plus tard, il préside le Comité des arts et de l'éducation. À partir de 1943, il contribue à l'Inventaire des œuvres d'art du Québec jusqu'en 1954, en collaboration avec Gérard Morisset.

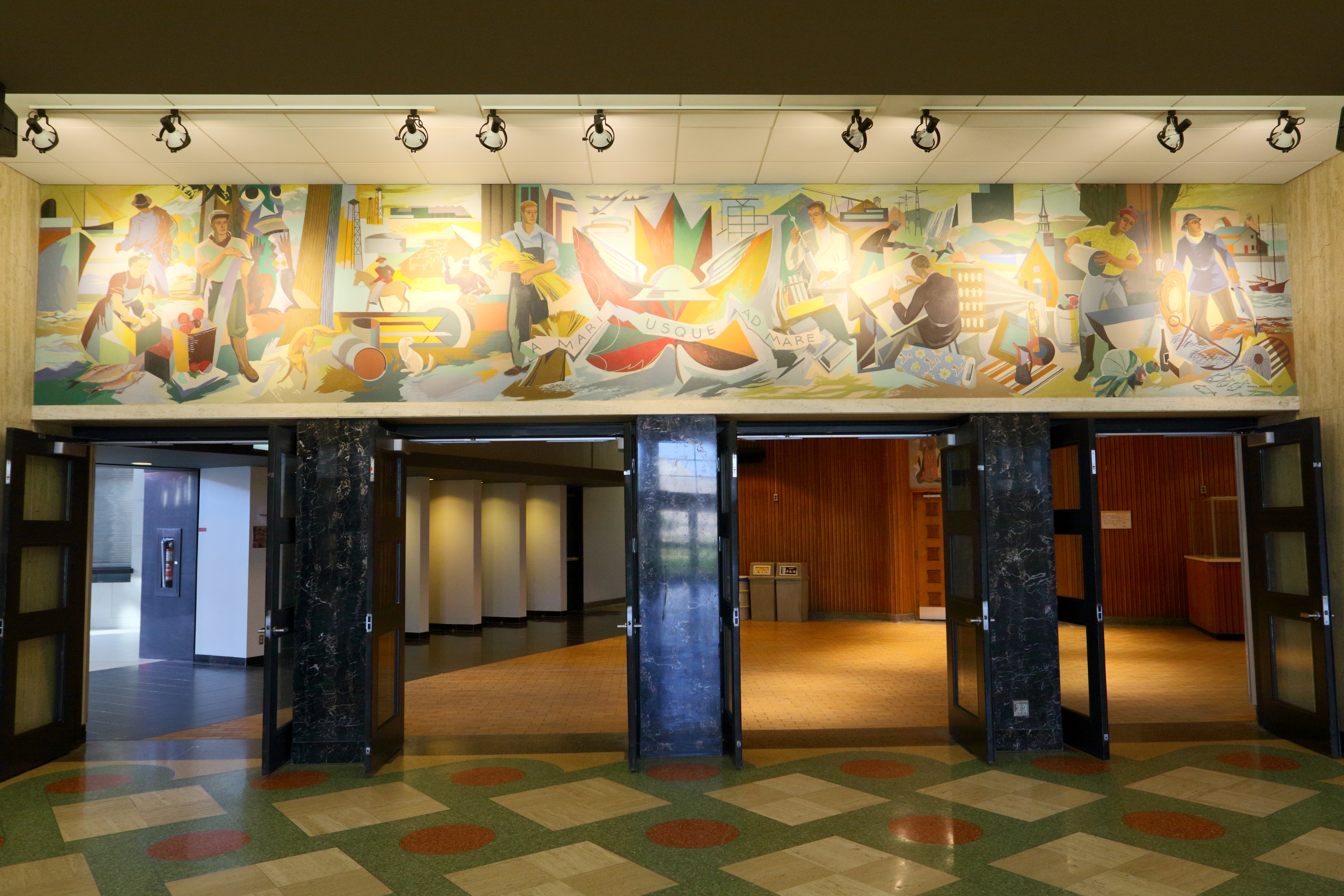
Murale à l'Université Laval

Il travaille de 1946 à 1952 dans le domaine du cinéma en produisant des courts métrages, comme une production indépendante d'un film sur l'Art de l'émail. C’est en 1955 qu'il devient boursier de la Société royale du Canada. Ensuite, en 1958, il est secrétaire de la Conférence canadienne des arts, et, la même année, gagne le premier prix de la Murale pour la Solidarité de la Province. En 1964, il gagne aussi le premier prix du concours d'affiche pour le Carnaval de Québec, ainsi que le deuxième prix pour une murale à l'Université Laval. De 1970 à 1972, il est directeur-fondateur de l'École des arts visuels à l'Université Laval. Parent enseigne sur une période d’environ trente-huit ans et c'est en 1974 qu'il cesse définitivement d'enseigner.
Omer Parent a participé à plusieurs expositions dans de multiples endroits, dont le Musée du Québec, le Musée des beaux-arts de Montréal, le Musée d’art contemporain de Montréal et l’Université Laval. Il a participé à de nombreuses expositions collectives sur une très longue période, soit de 1937 à 1979, qui l’ont fait connaître jusqu’à Vancouver, en France et même au Japon. Il ne tiendra sa première exposition solo qu’en 1966. Parent aimait peindre des thèmes abstraits, mais il était également photographe, photographiant surtout la nature et ses paysages.

## Vie privée
Marié à Évangeline Bélanger, le couple n’a pas eu d'enfants.

## Technique
La technique qu'il utilisait dans ses toiles à ses débuts était la vaporisation ou encore l'aérographe, qu’il avait apprise en publicité. Par la suite, il a exploité la méthode des baguettes, qu'il avait expérimentée huit ans auparavant pour des maquettes d’architecture. Quelques années plus tard, lui et plusieurs autres peintres sombrent dans l’abstraction géométrique : c'est là que le graphisme est devenu plus évident dans ses réalisations. Plus tard, il se sert de diverses techniques, comme la peinture frottée au chiffon pour la création de reliefs. Il aimait essayer de nouvelles méthodes de travail.